# Cindy Wilson
Cynthia Leigh Wilson, detta Cindy (Athens, 28 febbraio 1957), è una cantante statunitense.

## Carriera

### The B-52s
Nel 1976 forma i The B-52s (all'epoca The B-52's), insieme al fratello Ricky Wilson (deceduto nel 1985), a Kate Pierson, Keith Strickland e Fred Schneider. 
Il gruppo ottiene successo in tutto il mondo con l'album d'esordio The B-52's, uscito nel 1979.
Nell'aprile 1985 si è sposata con un tecnico del suono della band, Keith Bennett.
Il 12 ottobre 1985 avviene il decesso del fratello di Cindy, Ricky Wilson, all'epoca 32enne, anch'esso membro della band.
Nel 1990 ha lasciato il gruppo, ritornandovi nel 1994 e collaborando per due nuove tracce della raccolta Time Capsule: Songs for a Future Generation.
Cindy Wilson fece il suo ritorno ufficiale nel gruppo solo nel 2008, anno di uscita di Funplex.

### Solista
Nel settembre 2016 ha pubblicato un EP solista, Sunrise.
Nel dicembre 2017 ha pubblicato il suo primo album in studio da solista, dal titolo Change.

## Discografia
Con i The B-52s
- 1979 - The B-52's
- 1980 - Wild Planet
- 1982 - Mesopotamia (EP)
- 1983 - Whammy!
- 1986 - Bouncing off the Satellites
- 1989 - Cosmic Thing
- 1998 - Time Capsule: Songs for a Future Generation (raccolta)
- 2002 - Nude on the Moon: The B-52's Anthology (raccolta)
- 2008 - Funplex
- 2023 - Realms

Solista
- 2017 - Change